# Orient (manga)
Orient (Nhật: オリエント Hepburn: Oriento) là một bộ truyện tranh Nhật Bản được viết và minh họa bởi Ōtaka Shinobu. Bộ truyện được đăng nhiều kỳ trên Tuần san Shōnen Magazine từ tháng 5 năm 2018 đến tháng 1 năm 2021 và sau đó được chuyển đến Bessatsu Shōnen Magazine vào tháng 2 năm 2021. Một bộ anime truyền hình chuyển thể từ bộ truyện cùng tên được sản xuất bởi A.C.G.T chiếu từ tháng 1 năm 2022 đến nay.

## Cốt truyện
Câu chuyện xoay quanh một cậu bé 15 tuổi tên Musashi vào Thời kỳ Chiến quốc. Vào thời điểm đó, Nhật Bản được cai trị bởi Quỷ, và samurai được coi là điều cấm kỵ. Musashi cố gắng đối đầu với những con quỷ có sức mạnh đặc biệt.

## Nhân vật
Musashi (武蔵)
Lồng tiếng bởi: Uchida Yuma
Kanemaki Kojirō (鐘巻小次郎)
Lồng tiếng bởi: Saito Soma
Hattori Tsugumi (服部つぐみ)
Lồng tiếng bởi: Takahashi Rie
Takeda Naotora (武田尚虎)
Lồng tiếng bởi: Hino Satoshi
Inukai Shirō (犬飼四郎)
Lồng tiếng bởi: Shimono Hiro
Inusaka Nanao (犬坂七緒)
Lồng tiếng bởi: Waki Azumi
Kosameda Hideo (小雨田英雄)
Lồng tiếng bởi: Hatano Wataru
Sanada Aoshi (真田青志)
Lồng tiếng bởi: Ishiya Haruki
Yamamoto Shunrai (山本春雷)
Lồng tiếng bởi: Ōnishi Saori
Kanemaki Jisai (鐘巻自斎)
Lồng tiếng bởi: Konishi Katsuyuki

## Truyền thông

### Manga
Orient do Ōtaka Shinobu viết và minh họa, đã được đăng nhiều kỳ trên tạp chí Tuần san Shōnen Magazine từ ngày 30 tháng 5 năm 2018 đến ngày 6 tháng 1 năm 2021. Bộ truyện sau đó tái xuấT bản trong tạp chí Bessatsu Shōnen Magazine vào ngày 9 tháng 2 năm 2021. Kodansha đã biên soạn các chương của nó thành các tập tankōbon riêng lẻ. Tập đầu tiên được xuất bản vào ngày 17 tháng 8 năm 2018. Tính đến tháng 3 năm 2022, mười lăm tập đã được phát hành.
Vào tháng 3 năm 2020, Kodansha USA thông báo họ đã mua lại bộ truyện để phát hành kỹ thuật số bằng tiếng Anh, với tập đầu tiên được phát hành vào ngày 7 tháng 4 năm 2020. Kodansha USA cũng đã thông báo về việc phát hành bản in của bộ truyện từ ngày 26 tháng 1 năm 2021. Manga cũng đã được mua bản quyền tại Đức bởi Kazé và ở Pháp bởi Pika.

#### Danh sách tập
| 1. Musashi to Kojirō (武蔵と小次郎 Musashi và Kojirō) 2. Araburukami (荒ぶる神 Thần linh thịnh nộ) 3. Bushi-dan (武士団 Võ sĩ đoàn) 4. Ao Sora Kakuyoku (碧天鶴翼 Cánh hạc trên trời xanh) |

| 1. Kachidoki (勝ち鬨 Khúc khải hoàn) 2. Monku (文句 Câu văn) 3. Tenka Tōitsu (天下統一 Thiên hạ thống nhất) 4. Soto no sekai (外の世界 Thế giới bên ngoài) 5. Wana (罠 Cạm bẫy) 1. Kosameda bushi-dan (小雨田武士団 Võ sĩ đoàn Kosameda) 2. Soba ni iru yo (側にいるよ Ở bên cạnh) 3. Guchagucha (ぐちゃぐちゃ Lộn xộn) 4. Ima ga sonotoki (今がその時 Bây giờ là lúc này) |

| 1. Kyōtō (共闘 Cùng đấu tranh) 2. Mienai ori (見えない檻 Cái lòng không thể thấy) 3. Ashita o erabu (明日を選ぶ Lựa chọn ngày mai) 4. Motto tsuyoku (もっと強く Mạnh hơn nữa) 5. Mitsudomoe (三つ巴 Tay ba) 1. Katana (刀 Đao) 2. Na mo naki inu ( 名もなき犬) 3. Kanemaki bushi-dan (鐘巻武士団 Võ sĩ đoàn Kanemaki) 4. Katana no tameshi (刀の試し Thử đao) |

| 1. Tamashī no iro (魂の色) 2. Suichū de kokyū wa dekinai (水中で呼吸はできない) 3. "Rekku Yaezakura" (裂空八重桜) 4. Musashi no oitachi (武蔵の生い立ち) 5. Yatto Aeta (やっと会えた) 1. Kokuyō no Megami (黒曜の女神) 2. Megami to no Taiwa (女神との対話) 3. Shibito no yō ni ikiru (死人のように生きる) 4. Katana kari (刀狩り) 5. Bushi no ikikata (武士の生き方) |

| 1. Busaikuna tamashī (ブサイクな魂) 2. Bushi-dan to wa (武士団とは) 3. Kyūbi nanajō katana (九尾七錠刀) 4. 7 Tai 3 (7対3) 5. Massakasama (真っ逆さま) 1. Kokuyō no Kakusei (黒曜の覚醒) 2. Megami no Chikara (女神の力) 3. Ryūsei-gun no ichigeki (流星群の一撃) 4. Katana ni yadoru mono (刀に宿るもの) 5. Kono michi no saki ni (この道の先に) |

| 1. Kuro no kaigō (黒の会合) 2. Mōhitori iru (もう一人いる) 3. "Wall" (壁 Kabe) 4. Hajimari no kishin (はじまりの鬼神) 5. Murasaki ryū shiro (紫龍城) 1. Kosameda bushi-dan (上杉武士団) 2. Awaji ni sukuu oni (淡路に巣食う鬼) 3. Shisei otoko (刺青男) 4. Takoheya (タコ部屋) 5. Sansukumi (三すくみ) |

| 1. Shimazu no Kengi (島津の剣技) 2. Shimazu Shōtai (島しま津づ小しょう隊たい) 3. Inuda Yatarō (犬いぬ田だ 八や咫た郎ろう) 4. Senjō no Kutsujoku (船せん上じょうの屈くつ辱じょく) 5. Ryū no Ji (竜りゅうの字じ) 1. Hyakki Funsai (百鬼粉ふん砕さい) 2. Inryoku (引いん力りょく) 3. Hōyō-ryoku no Gonge (包ほう容よう力りょくの権ごん化げ) 4. Kirameki (煌きらめき) 5. Kuro no Ryōyoku (黒くろの両りょう翼よく) |

| 1. Kanja (間者) 2. Taigi to Onshō (大義と恩賞) 3. Ishi no Namida (石の涙) 4. Seishoku no Setsuri (生殖の摂理) 5. Mujō no Yorokobi (無上の喜び) 1. Gunshin Tōi (軍神闘衣,) 2. Kansen (感染) 3. Kami no Shōkan (神の召喚) 4. Chichi to Musume (父と娘) 5. Oni no Ko (鬼の子) |

| 1. Ishi no Kioku (石の記憶) 2. Hikigiwa (引き際) 3. Tōshin (刀とう神しん) 4. Kibō no Ketsueki (希望の血液,) 5. Hike nai Wake (退けない訳) 6. Fukyōwaon (不協和音) 1. Gunshi Taiketsu (軍師対決) 2. Bakashi Ai (化かし合い) 3. Tenrō Tettō (天狼鉄刀) 4. Tora to Inu (虎と犬) 5. Gishin Anki (疑心暗鬼) |

| 1. Takusareta mono (託されたもの) 2. Sekitō Ichi no Kurai (赤刀一位) 3. Kinshi Shittō (金糸執刀) 4. Dan o Seou" (団を背負う) 5. Mumyō (無明) 1. Kongōseki no Tamashī (金剛石の魂) 2. Kishin no Gotoku (鬼神の如く) 3. Seitō no Kiwami (青刀の極み) 4. Jibun no Chikara de (自分の力で) 5. Sonzai Shōmei (存在証明) |

| 1. Jibun ni Dekiru Koto (自分にできること) 2. Yūgōtai (融合体) 3. Sekitō no Yakume (赤刀の役目) 4. Kondo wa Ore ga (今度は俺が) 5. Seikidō (再起動) 1. Shimazu Ketsuretsu (島津決裂) 2. Akihiro to Jinkoma (秋弘と陣駒) 3. Sekitō no Sekimu (赤刀の責務) 4. Aka no Jubaku (赤の呪縛) 5. Tenbin (天秤) |

### Anime
Vào ngày 4 tháng 1 năm 2021, đã có thông báo rằng bộ truyện sẽ được chuyển thể thành anime truyền hình. Bộ phim được sản xuất bởi A.C.G.T và được đạo diễn bởi Yanagisawa Tetsuya, Kunisawa Mariko viết kịch bản, Kishida Takahiro thiết kế nhân vật và Fukasawa Hideyuki soạn nhạc nền. Phim được khởi chiếu vào ngày 6 tháng 1 năm 2022 trên TV Tokyo và AT-X. Da-ice biểu diễn bài hát mở đầu của phim: "Break Out", trong khi Hatano Wataru biểu diễn bài hát kết thúc phim, "Naniiro." Crunchyroll là đơn vị giữ bản quyền phát hành hành phim trên toàn cầu ngoại trừ khu vực châu Á. Tại Đông Nam Á và Đông Á, bộ phim được cấp phép bởi Medialink và được khởi chiếu trên kênh YouTube Ani-One.

#### Danh sách tập phim
| TT. | Tiêu đề                                                              | Đạo diễn         | Biên kịch       | Phân cảnh                           | Ngày phát hành gốc  |
| --- | -------------------------------------------------------------------- | ---------------- | --------------- | ----------------------------------- | ------------------- |
| 1   | "Musashi to Kojirō (武蔵と小次郎 Musashi và Kojirō)"                 | Tominaga Tsuneo  | Kunisawa Mariko | Yanagisawa Tetsuya                  | 6 tháng 1 năm 2022  |
| 2   | "Bushi no Hokori (武士の誇り Niềm tự hào của võ sĩ)"                 | Ōkubo Ryō        | Kunisawa Mariko | Yanagisawa Tetsuya                  | 13 tháng 1 năm 2022 |
| 3   | "Soto no Sekai (外の世界 Thế giới bên ngoài)"                        | Murayama Kiyoshi | Kunisawa Mariko | Nishijima Katsuhiko                 | 20 tháng 1 năm 2022 |
| 4   | "Kosameda Bushidan" (tiếng Nhật: 小雨田武士団)                       | Tominaga Tsuneo  | Kunisawa Mariko | Kamanaka Nobuharu                   | 27 tháng 1 năm 2022 |
| 5   | "Ashita o Erabu" (tiếng Nhật: 明日を選ぶ)                            | Kiyoshi Murayama | Mariko Kunisawa | Yanagisawa Tetsuya                  | 3 tháng 2 năm 2022  |
| 6   | "Motto Tsuyoku" (tiếng Nhật: もっと強く)                             | Yoshida Shunji   | Kunisawa Mariko | Nishijima Katsuhiko                 | 10 tháng 2 năm 2022 |
| 7   | "Mizu no Naka de wa Ikirarenai" (tiếng Nhật: 水の中では生きられない) | Takagi Hiroaki   | Uetake Sumio    | Takagi Hiroaki                      | 17 tháng 2 năm 2022 |
| 8   | "Kokuyō no Megami" (tiếng Nhật: 黒曜の女神)                          | Murayama Kiyoshi | Uetake Sumio    | Kamanaka Nobuharu                   | 24 tháng 2 năm 2022 |
| 9   | "Bushi no Ikikata" (tiếng Nhật: 武士の生き方)                        | Tominaga Tsuneo  | Kimura Hidefumi | Nishijima Katsuhiko                 | 3 tháng 3 năm 2022  |
| 10  | "Megami no Chikara" (tiếng Nhật: 女神の力)                           | Murayama Kiyoshi | Kimura Hidefumi | Nakano★Yō                           | 10 tháng 3 năm 2022 |
| 11  | "Katana ni Yadoru Mono" (tiếng Nhật: 刀に宿るもの)                   | Tominaga Tsuneo  | Kunisawa Mariko | Yanagisawa Tetsuya                  | 24 tháng 3 năm 2022 |
| 12  | "Kono Michi no Saki ni" (tiếng Nhật: この道の先に)                   | Murayama Kiyoshi | Kunisawa Mariko | Tominaga Tsuneo, Yanagisawa Tetsuya | 24 tháng 3 năm 2022 |

## Đánh giá
Rebecca Silverman từ trang Anime News Network chấm điểm tập truyện đầu tiên khoảng 3½ trên năm sao. Silverman ca ngợi bộ truyện về tính biểu tượng của nó, nói rằng những con quỷ trong truyện được phác họa bằng các kiểu dáng thường thấy trong Phật giáo. Cô nói thêm nét vẽ của Otaka được cải thiện rõ rệt và đánh giá cao việc cô loại bỏ "những câu đùa ngớ ngẩn" khỏi truyện, khiến bộ truyện "bớt vị thành niên hơn trong khi vẫn thú vị với những độc giả trung học". Tác giả Faye Hopper từ cùng một trang web, đã chấm cho tập đầu tiên 2 ½ trên năm sao. Hopper khen ngợi nét vẽ của truyện, nhưng chỉ trích cách trình bày và nhịp độ câu chuyện. Hopper kết luận: "một hồi kết ấn tượng cũng quan trọng như một mở đầu ấn tượng. Nhưng đáng buồn thay, bộ truyện không giữ được đà phát triển của nó".